# Pierrick Bourgeat
Pierrick Bourgeat (* 28. Januar 1976 in Échirolles) ist ein ehemaliger französischer Skirennläufer. Seine Spezialdisziplinen waren der Slalom und die Kombination. Er nahm bis 2009 an 124 Weltcuprennen teil, erreichte neunmal das Podest und gewann drei Slaloms. Von 1997 bis 2007 nahm er an allen Weltmeisterschaften und Olympischen Winterspielen teil, wo er in Slalom und Kombination mehrmals unter die besten zehn fuhr und bei den Weltmeisterschaften 2005 eine Bronzemedaille im Mannschaftswettbewerb gewann. Nach mehreren Verletzungen beendete er 2010 seine Karriere.

## Biografie
Pierrick Bourgeat startete im Dezember 1995 erstmals im Europacup. Ohne dort größere Erfolge erreicht zu haben, bestritt er im Januar 1996 sein erstes Weltcuprennen. In seinem zweiten Rennen, dem Slalom von Park City am 24. November 1996 belegte er Rang 26 und holte seine ersten Weltcuppunkte. Bereits sechs Wochen später konnte er am 6. Januar 1997 im Slalom von Kranjska Gora mit Rang neun erstmals unter die besten zehn fahren. Sein erster Antritt bei Weltmeisterschaften in Sestriere 1997 blieb ergebnislos, er konnte den ersten Slalomdurchgang nicht beenden. Im nächsten Jahr gelang Bourgeat sein erster Podestplatz im Weltcup: am 4. Januar 1998 fuhr er im Slalom von Kranjska Gora auf Platz zwei. Im Februar nahm er an den Olympischen Winterspielen 1998 in Nagano teil und belegte Rang 10 im Slalom.
Der erste Weltcupsieg gelang dem Franzosen am 22. November 1998 im Slalom von Park City. Mit einem zweiten Podestplatz und vier weiteren Platzierungen unter den besten zehn erreichte er in der Saison 1998/99 den vierten Endrang im Slalomweltcup, punktegleich mit dem Norweger Kjetil André Aamodt. Bei den Weltmeisterschaften 1999 in Vail hatte er aber kein Glück, er schied bereits im ersten Slalomdurchgang aus.
Nachdem Bourgeat aufgrund einer Knieverletzung die gesamte Saison 1999/2000 pausieren musste, konnte er 2000/01 wieder an der Weltspitze mitfahren. Im japanischen Shigakōgen gewann er beide Slalomrennen und beendete die Saison, wie schon zwei Jahre zuvor, mit dem vierten Platz in der Slalomwertung. Bei den Weltmeisterschaften 2001 in St. Anton erreichte er den zehnten Platz im Slalom. Etwas weniger erfolgreich verlief die Weltcupsaison 2001/02. Sein bestes Ergebnis war ein fünfter Platz und er fiel auf Rang 16 im Slalomweltcup zurück. Bei seiner zweiten Olympiateilnahme in Salt Lake City 2002 konnte er den Slalom nicht beenden. Zu Beginn der Saison 2002/03 erreichte er in Park City einen zweiten Platz und belegte in der Slalomendwertung Rang neun. Bei den Weltmeisterschaften 2003 in Bormio startete Bourgeat erstmals in der Kombination und erreichte als bester Franzose den vierten Platz. Im Slalom reichte es nur für Rang 17.
Ab der Saison 2003/04 ging Bourgeat auch im Weltcup in der Kombination an den Start, wo er sich regelmäßig unter den besten zehn platzieren konnte. Im Slalom allerdings fielen die nächsten Saisonen weniger erfolgreich aus, Top-10-Platzierungen waren die Ausnahme. Bei den Weltmeisterschaften in Bormio 2005 belegte er in der Kombination den achten Rang und gewann gemeinsam mit dem französischen Team im erstmals durchgeführten Mannschaftswettbewerb die Bronzemedaille. Die Olympischen Winterspiele 2006 in Turin beendete er mit einem achten Platz in der Kombination und einem elften Rang im Slalom.
Im Weltcup konnte Bourgeat erst nach über zweieinhalb Jahren wieder einen Podestplatz erreichen. Mit Rang drei in der Superkombination auf der Reiteralm am 10. Dezember 2006 kam er zum einzigen Mal in dieser Disziplin auf das Stockerl. Bei seinen sechsten Weltmeisterschaften in Åre 2007 belegte er den fünften Platz im Nationen-Bewerb, die Superkombination sowie den Slalom konnte er nicht beenden. Im Juli 2007 verletzte sich Bourgeat erneut schwer, erlitt einen Bruch des Wadenbeines und konnte daraufhin in der gesamten Saison 2007/2008 keine Rennen bestreiten. In der Saison 2008/09 nahm er nur an drei Weltcuprennen teil und erreichte er nur einmal die Punkteränge.
Am 11. November 2009 erlitt Bourgeat die nächste schwere Verletzung: Er zog sich bei den Ausscheidungsfahrten der französischen Mannschaft für den Weltcupslalom in Levi einen Bruch des rechten Schienbeines zu. Als Folge seiner Verletzungen gab Bourgeat im September 2010 den Rücktritt vom Skirennsport bekannt.

## Erfolge

### Olympische Spiele
- Nagano 1998: 10. Slalom
- Turin 2006: 8. Kombination, 11. Slalom

### Weltmeisterschaften
- St. Anton 2001: 9. Slalom
- St. Moritz 2003: 4. Kombination, 17. Slalom
- Bormio 2005: 3. Mannschaftswettbewerb, 8. Kombination
- Åre 2007: 5. Mannschaftswettbewerb

### Weltcup
- 4. Platz im Slalomweltcup 1998/99 und 2000/01
- Insgesamt 9 Podestplätze, davon 3 Siege:

| Datum             | Ort        | Land  | Disziplin |
| ----------------- | ---------- | ----- | --------- |
| 22. November 1998 | Park City  | USA   | Slalom    |
| 17. Februar 2001  | Shigakōgen | Japan | Slalom    |
| 18. Februar 2001  | Shigakōgen | Japan | Slalom    |

### Europacup
- 1 Podestplatz

### Nor-Am Cup
- 2 Podestplätze, davon 1 Sieg (Slalom in Keystone am 1. Dezember 2005)

### Juniorenweltmeisterschaften
- Voss 1995: 20. Abfahrt

### Weitere Erfolge
- Französischer Juniorenmeister im Slalom 1995
- 18 Siege in FIS-Rennen (17× Slalom, 1× Riesenslalom; ab der Saison 1994/1995)